# Schwabeck-Kreuz

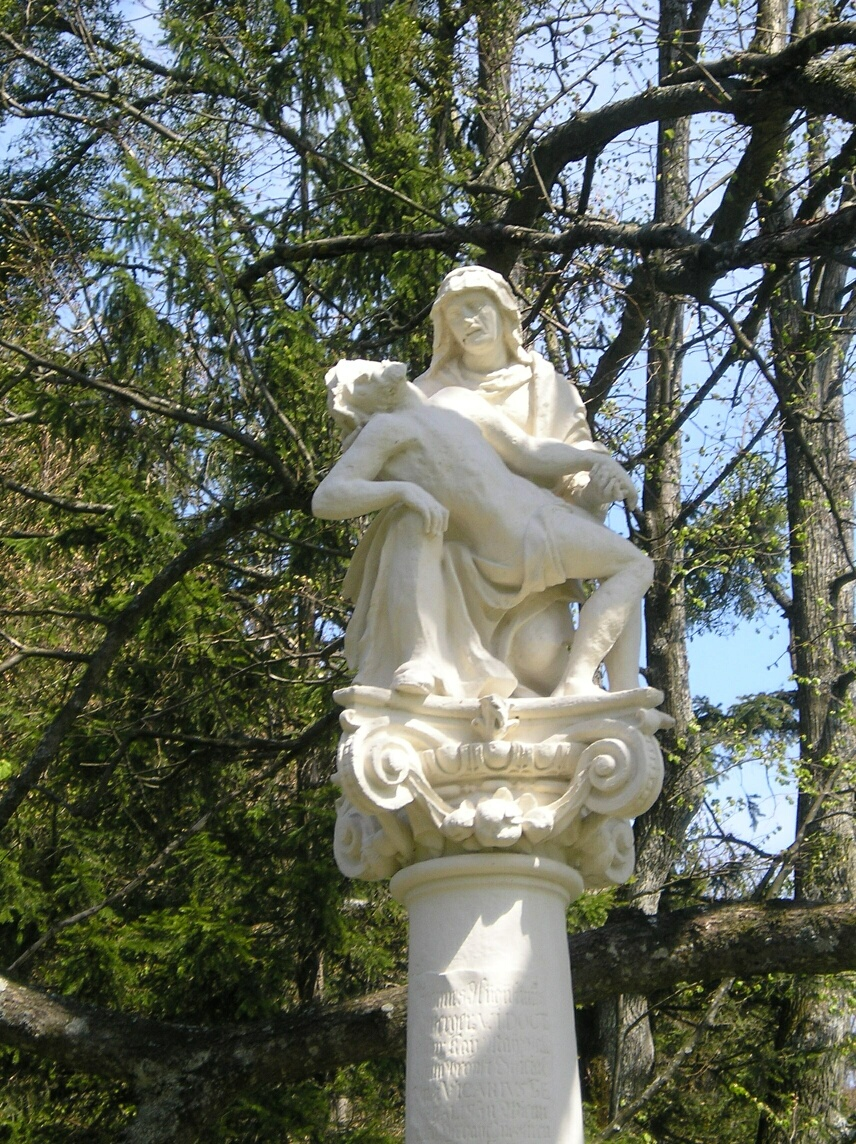
Schwabeck-Kreuz, Detail

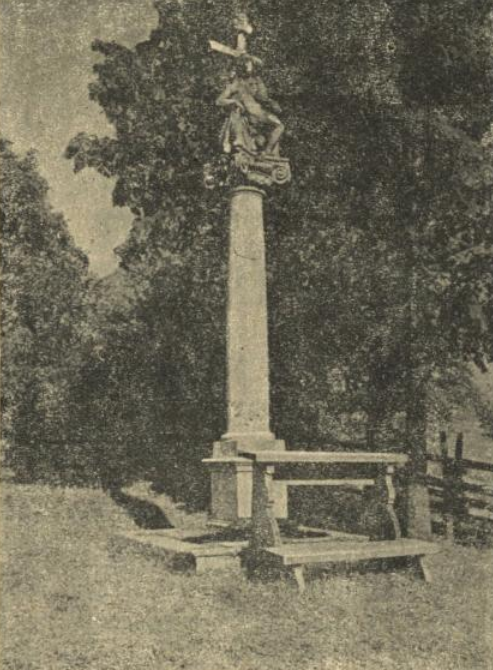
Schwabeck-Kreuz, um 1910

Das Schwabeck-Kreuz (auch Schwabegg-Kreuz) ist ein Bildstock in Niederösterreich, welcher 1647 vom Wiener Dompropst Johann Augustin Zwerger errichtet wurde.

## Lage
Das Schwabeck-Kreuz befindet sich an der Grenze der politischen Bezirke Melk und St. Pölten auf der Anhöhe nordwestlich des in Frankenfels liegenden Gehöftes Schwabeck (auch Schwabegg) in der Tiefgrabenrotte, bereits auf Gebiet der Katastralgemeinde Sankt Gotthard (Gemeinde Texingtal).
Es liegt an mehreren nationalen Wanderwegen und internationalen Weitwanderwegen, zum Beispiel am Großen Pielachtaler Rundwanderweg 652 und am Europäischen Fernwanderweg E4 sowie an mehreren Mountainbikestrecken.
Hinter dem Schwabeckkreuz lag der Burgstall Schwabegg, welcher bereits nach 1367 verfiel. Von der einstigen Felsenburg hat sich nur ein winziger Rest erhalten. 
Die Grüntalkogelhütte (886 m ü. A.) liegt etwa 45 Gehminuten entfernt.

## Bedeutung

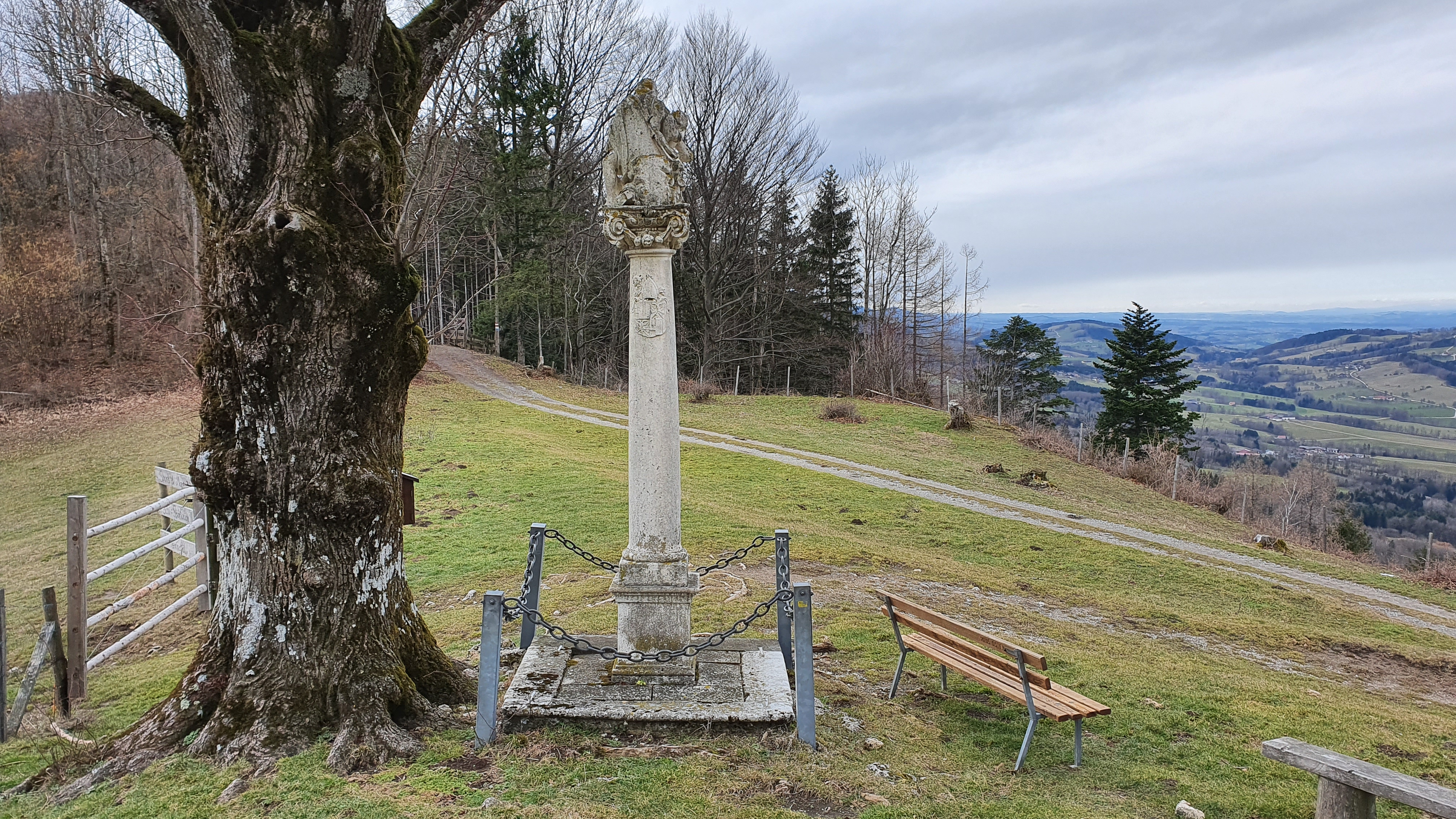
Rückseite des Schwabeck-Kreuzes

Das Gebiet um das Schwabeck-Kreuz bzw. das Traumos diente auch als Rückzugsgebiet vor den Türken, bei denen es unentdeckt blieb.
Das Schwabeck-Kreuz dient vielen Wallfahrern als Andachtsstätte, da an diesem Ort angeblich eine durchschweifende Heuschreckenplage aus dem Westen endete und daher das Pielachtal verschonte.